# Александер Нерґор
Александер Нерґор (дан. Alexander Nørgaard, 15 березня 2000) — данський плавець.
Учасник Олімпійських Ігор 2020 року, де в попередніх запливах на дистанціях 800 і 1500 метрів вільним стилем посів, відповідно, 19-те і 26-те місця і не потрапив до фіналів.